# Cervicite
Per cervicite in campo medico, si intende l'infiammazione della cervice uterina, che può essere di forma acuta o cronica.

## Tipologia
- Cervicite acuta, frequente in chi frequenta molti partner
- Cervicite cronica, la cui incidenza risulta maggiore in donne fertili

## Sintomatologia
Fra i sintomi e i segni clinici ritroviamo edema, rossore, al tatto la parte interessata sanguina, leucorrea, dolore pelvico, bruciore, ma può presentarsi anche in forma asintomatica (cioè senza sintomi).

## Eziologia
Gli agenti responsabili possono essere batteri del genere Neisseria oppure Chlamydia trachomatis. Potrebbe trattarsi anche d un protozoo come Trichomonas vaginalis o di un fungo come la Candida. Attualmente si stanno studiando anche altri possibili agenti eziologici responsabili.

## Esami
Per una corretta diagnosi servono esami al microscopio e il Pap test.

## Terapia
Vengono somministrati farmaci antibatterici ed eseguito una cauterizzazione (calda o fredda) che ne elimina la parte interessata e una volta guarita la cervice si rigenera.